# ジョホール海峡

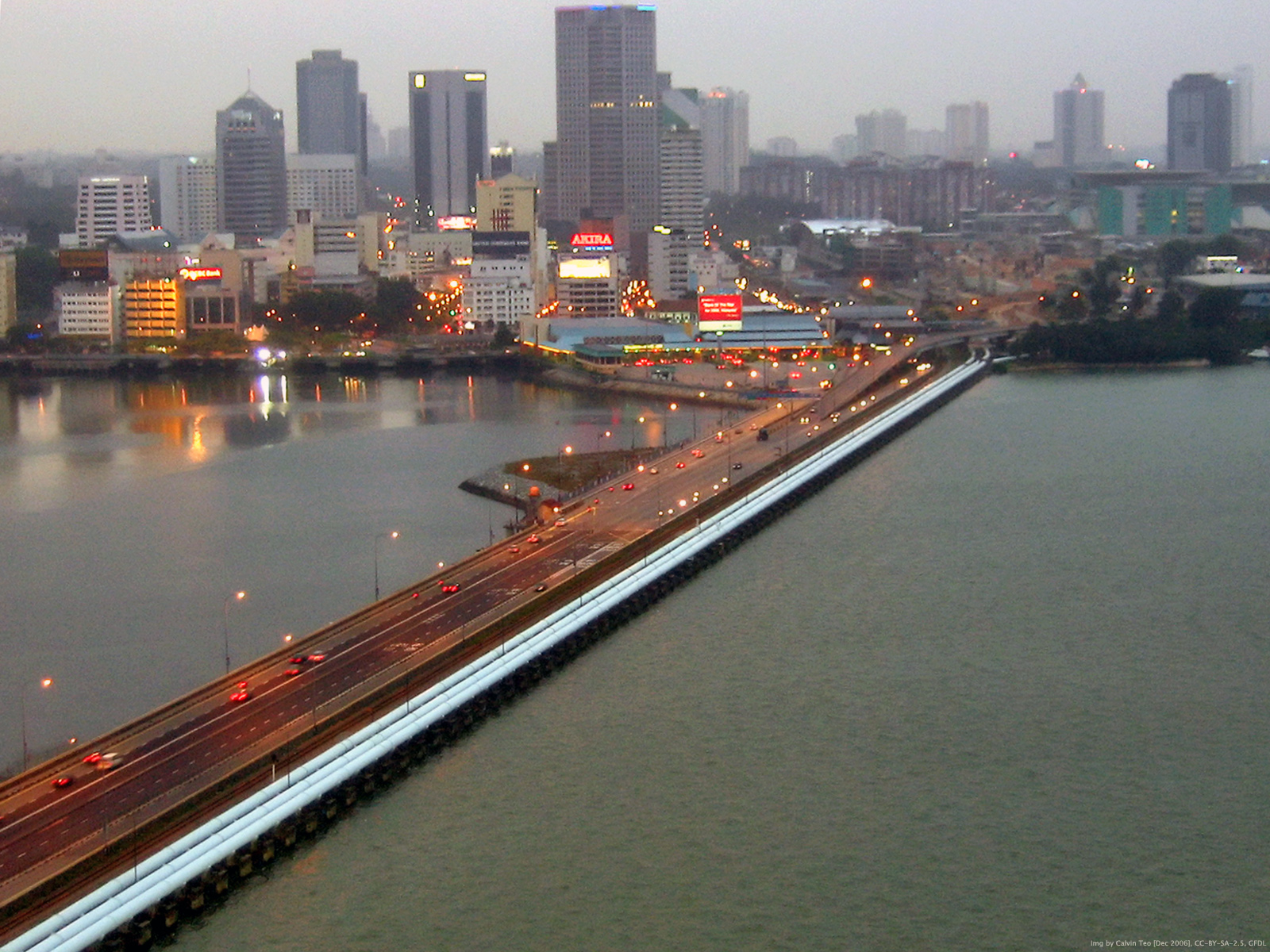
シンガポール側から見るコーズウェイ。対岸はジョホールバル。コーズウェイ上には3本の水道管が設置されている。

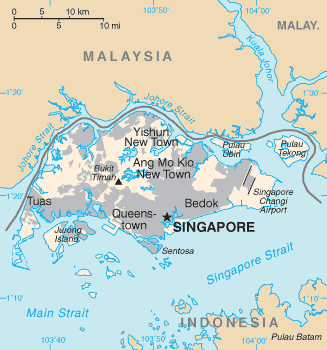
シンガポールの地図

ジョホール海峡（ジョホールかいきょう、マレー語: Selat Johor, 英語: Straits of Johor）は、マレー半島南端のマレーシア連邦ジョホール州ジョホールバルとシンガポール島との間の海峡であり、マレーシアとシンガポールの国境にもなっている。ジョホール水道とも言う。

## 概要
海峡中央部にはジョホール・シンガポール・コーズウェイ（長堤を意味する英語の一般名詞コーズウェイCausewayが固有名詞的に使われている）が築堤され、道路・歩道と鉄道（単線）により結ばれている。シンガポール側にはウッドランズ・チェックポイントが設けられており、往来が激しい。この長堤のため、船で横断はできない。
シンガポールは国土が狭く、高い山がないので、降雨の貯水や海水淡水化や水の再利用では給水量を賄えない。そのため、マレーシアから原水を購入しており、水道管がジョホール海峡を横断する。
1998年には、西部には橋（マレーシア・シンガポール・セカンドリンク）が完成している。
コーズウェイ部分では、鉄道駅（JBセントラル駅）・道路・インターチェンジなどが引き続き整備中である。
マレーシア側の新しいCIQ施設は、2008年12月より使用を開始した。これに伴いコーズウェイの徒歩による横断は禁止された。
ジョホール・バル駅東側に建設されたJBセントラル駅は、2010年10月に開業した。
また、ジョホール・シンガポール・コーズウェイ脇に新しい鉄道橋・道路橋の建設計画があり、完成するとコーズウェイのマレーシア側の一部が撤去され、幅75m・喫水10m・海面上25mまでの船舶が航行できるようになる予定である。

## フォレストシティー
2010年代、海峡のマレーシア側で約30万平方キロに及ぶ人工島「フォレストシティー」が建設された。開発は中国屈指の不動産デベロッパー、碧桂園が手掛けたもので最終的に約70万人が居住することを想定したものであったが、2020年に新型コロナウイルス感染症が拡大すると、外国人労働者や外国人居住者がフォレストシティーを離れてゴーストタウンの様相を見せた。感染症の影響が薄くなった2022年には、碧桂園の経営不振が明らかになり、人工島の完成に向けたスケジュールは不透明なものとなっている。